# Sebechleby
Sebechleby (in ungherese Szebelléb) è un comune della Slovacchia facente parte del distretto di Krupina, nella regione di Banská Bystrica.